# Dorset
Dorset (archaicky Dorsetshire) je ceremoniální, tradiční a nemetropolitní anglické hrabství rozkládající se v regionu Jihozápadní Anglie na pobřeží Lamanšského průlivu. Na západě hraničí s Devonem, na severozápadě se Somersetem, na severovýchodě s Wiltshirem a na východě s Hampshirem.
Dorset je známý svým světovým dědictvím – Jurským pobřežím–, kde se nacházejí přírodní útvary jako Lulworth Cove, Isle of Portland, Chesil Beach a Durdle Door, nebo prázdninovými letovisky jako Bournemouth, Poole, Weymouth, Swanage a Lyme Regis. V Dorsetu se odehrávají romány spisovatele Thomase Hardyho, který se narodil v Dorchesteru.

## Historie
První obyvatelé byli mezolitičtí lovci, asi 8000 let př. n. l. Koncentrovali se na pobřeží a vykáceli některé z původních dubových lesů. První zaznamenané použití jména oblasti je k roku 940 našeho letopočtu, znělo Dorseteschire.

## Administrativní členění
Hrabství se dříve dělilo na osm distriktů: Weymouth and Portland, West Dorset, North Dorset, Purbeck, East Dorset, Christchurch, Bournemouth a Poole. Od roku 2019 se dělí na dva, oba unitary authority:
1. Bournemouth, Christchurch and Poole
2. Dorset